# Twilight (nhạc phim)
| Đánh giá chuyên môn  | Đánh giá chuyên môn |
| Nguồn đánh giá       | Nguồn đánh giá      |
| Nguồn                | Đánh giá            |
| -------------------- | ------------------- |
| Allmusic             | [ 1 ]               |
| Entertainment Weekly | (A−)                |

Twilight soundtrack là nhạc phim chính thức cho bộ phim Chạng vạng. Nhạc nền được soạn bởi Carter Burwell, phần còn lại của nhạc phim được chọn bởi giám chế âm nhạc Alexandra Patsavas. Album nhạc phim Chạng vạng được phát hành vào 4 tháng 11 năm 2008 bởi hãng đĩa Chop Shop label của Patsavas, kết hợp với Atlantic Records. Album ra mắt tại vị trí số #1 trên Billboard 200, bán được 165.000 bản trong tuần phát hành đầu tiên, 29% trong số đó là qua download. Nhạc phim của Chạng vạng phát hành qua hình thức tải về vào ngày 25 tháng 11 năm 2008, và bản CD được phát hành vào ngày 9 tháng 12.
Nhạc phim Chạng vạng là album nhạc phim bán chạy nhất tại Mỹ kể từ phim Chicago.

## Nhạc phim nguyên bản
Đạo diễn Catherine Hardwicke đã tiết lộ trong một cuộc phỏng vấn với MTV rằng có một ca khúc của nhóm alternative rock Muse, sau đó được biết đến là "Supermassive Black Hole", cũng bao gồm trong nhạc phim. Hardwicke đã nói rằng Muse có thể sẽ ghi âm một bản remix của ca khúc này để mang đến cho nó "một chút ít chất liệu bổ sung từ Chạng vạng để ăn khớp với khung cảnh". Co cũng đã phát biểu rằng có hai ca khúc được sáng tác và trình bày bởi Robert Pattinson, người đóng vai Edward, cũng bao gồm trong bộ phim. Nhạc phim cũng bao gồm hai ca khúc của Paramore, với ca khúc mới "Decode" là single chính của nhạc phim, một ca khúc mới lần đầu tiên xuất hiện của Mute Math trong album sắp phát hành của nhóm, và một ca khúc nguyên bản mới cho bộ phim của Perry Farrell. "Flightless Bird, American Mouth" của Iron & Wine cũng được chọn trong bộ phim bởi ngôi sao Kristen Stewart, người đóng vai Bella Swan. Sự thiếu vắng đáng chú ý trong nhạc phim là ca khúc "15 Step" của Radiohead, ca khúc xuất hiện ở phần kết của phim và trong suốt nửa đầu của phần credit.

## Bảng xếp hạng
| Bảng xếp hạng (2008)                      | Vị trí cao nhất |
| ----------------------------------------- | --------------- |
| U.S. Billboard 200                        | 1               |
| Argentine Albums Chart                    | 5               |
| U.S. Billboard Top Rock Albums            | 1               |
| Canadian Albums Chart                     | 4               |
| Mexican AMPROFON Albums Chart             | 5               |
| Mexican Top 20 International Albums Chart | 2               |
| Australian ARIA Albums Chart              | 2               |
| New Zealand RIANZ Albums Chart            | 1               |
| French Top 200 Albums Chart               | 4               |
| German Top 100 Albums Chart               | 6               |
| Greek Top 50 Albums Chart                 | 1               |
| Italian Albums Chart                      | 18              |
| Swiss Top 100 Albums Chart                | 12              |
| Austrian Top 75 Albums Chart              | 4               |
| Finnish Top 40 Albums Chart               | 14              |
| Spanish PROMUSICAE Albums Chart           | 28              |
| UK Compilation Album Chart                | 9               |

## Score
| Đánh giá chuyên môn | Đánh giá chuyên môn |
| Nguồn đánh giá      | Nguồn đánh giá      |
| Nguồn               | Đánh giá            |
| ------------------- | ------------------- |
| Allmusic            | [ 11 ]              |
| Filmtracks          | [ 12 ]              |

### Danh sách track
1. "How I Would Die" – 1:53
2. "Who Are They?" – 3:26
3. "Treaty" – 1:58
4. "Phascination Phase" – 2:04
5. "Humans Are Predators Too" – 2:04
6. "I Dreamt of Edward" – 1:06
7. "I Know What You Are" – 2:40
8. "The Most Dangerous Predator" – 2:19
9. "The Skin of a Killer" – 2:58
10. "The Lion Fell in Love with the Lamb" – 3:10
11. "Complications" – 1:12
12. "Dinner with His Family" – 0:38
13. "I Would Be the Meal" – 1:24
14. "Bella's Lullaby" – 2:18
15. "Nomads" – 3:51
16. "Stuck Here Like Mom" – 1:40
17. "Bella Is Part of the Family" – 1:24
18. "Tracking" – 2:19
19. "In Place of Someone You Love" – 1:46
20. "Showdown in the Ballet Studio" – 4:59
21. "Edward at Her Bed" – 0:56

### Bảng xếp hạng
| Bảng xếp hạng (2008)         | Vị trí cao nhất |
| ---------------------------- | --------------- |
| U.S. Billboard 200           | 65              |
| Australian ARIA Albums Chart | 52              |